# Віллі Шульц
Віллі Шульц (нім. Willi Schulz, нар. 4 жовтня 1938, Бохум) — західнонімецький футболіст, що грав на позиції захисника.
Виступав за клуби «Шальке 04» та «Гамбург», а також національну збірну ФРН, у складі якої був учасником трьох чемпіонатів світу, стаючи срібним і бронзовим призером турнірів.

## Клубна кар'єра
Вихованець клубу «Уніон Гюннігфельд». У дорослому футболі дебютував 1960 року виступами за команду клубу «Шальке 04», що тоді грала у Оберлізі Захід, одній з п'яти найвищих ліг ФРН у той час, яка 1963 року була замінена на єдину Бундеслігу, де і продовжив виступати Шульц з командою. Загалом за гельзенкірхенців Віллі провів п'ять сезонів, взявши участь у 135 матчах чемпіонату (83 гри, 6 голів у Оберлізі і 52 гри, 2 голи у Бундеслізі). Більшість часу, проведеного у складі «Шальке», був основним гравцем захисту команди.
1965 року перейшов до «Гамбурга», за який відіграв наступні 8 сезонів. Граючи у складі «Гамбурга» також здебільшого виходив на поле в основному складі команди. За цей час був з командою фіналістом Кубка ФРН у 1967 році, де його клуб програв «Баварії» (0:4), а також фіналістом Кубка володарів кубків 1968 року, програвши «Мілану» (0:2). Єдиним трофеєм, здобутим Віллі за кар'єру став Кубок німецької ліги у 1973 році. У тому ж році Шульц завершив кар'єру футболіста.

## Виступи за збірну
20 грудня 1959 року дебютував в офіційних матчах у складі національної збірної Німеччини в товариській грі проти Югославії в Ганновері (1:1).

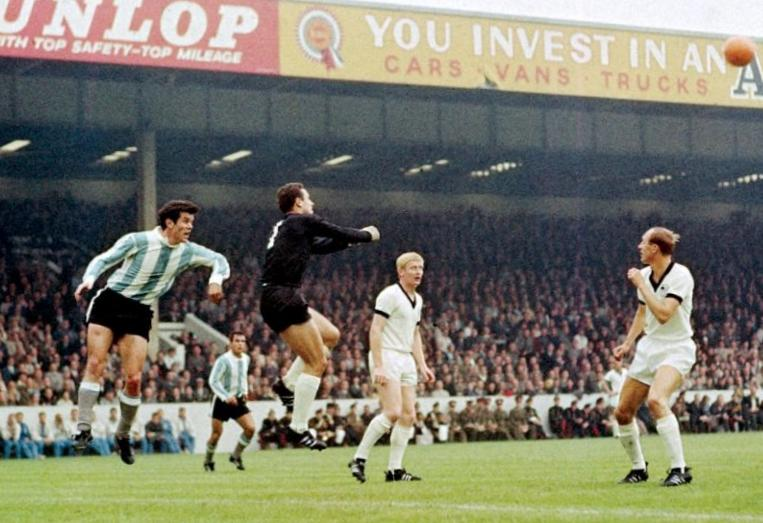
Віллі Шульц (крайній праворуч) в матчі чемпіонату світу 1966 року проти Аргентини.

У складі збірної був основним гравцем і учасником трьох поспіль чемпіонатів світу. На першому з них, чемпіонаті світу 1962 року у Чилі, Шульц був основним гравцем і зіграв в усіх чотирьох матчах, а його збірна вилетіла в чвертьфіналі. 
На наступному чемпіонаті світу 1966 року в Англії також був основним гравцем і зіграв у всіх шести матчах, в тому числі і у фінальній грі проти господарів турніру, де німці поступились і здобули «срібло» змагань. 
На третьому ж турнірі, чемпіонаті світу 1970 року у Мексиці, Віллі вже не був основним гравцем, підміняючи Карла-Гайнца Шнеллінгера і зіграв у трьох з шести іграх, останньою з яких став легендарний програний півфінальний матч проти Італії. Цей матч став останнім для Віллі і у формі своєї збірної. Наступний же вирішальний матч за 3-тє місце Шульц змушений був пропустити через те, що він випадково забув своє взуття на матч, втім його команда перемогла і здобула бронзові нагороди турніру.
Всього протягом кар'єри у національній команді, яка тривала 12 років, провів у формі головної команди країни 66 матчів, у 20 з яких був капітаном команди.

## Подальше життя
Після його виходу на пенсію, Шульц створив страхову компанію в Гамбурзі, а також займався торгівлею ігровими автоматами. 
У 1970-х і 1980-х роках Шульц був також відомий своїми критичними спортивними статтями для гамбурзьких газет. Після матчу чемпіонату світу 1982 року між Західною Німеччиною та Австрією, який закінчився з рахунком 1:0, який влаштовував обидві команди, Шульц назвав західнонімецьких гравців "бандитами".

## Досягнення
- Володар Кубка німецької ліги (1):

«Гамбург»: 1972-1973
- Віце-чемпіон світу: 1966
- Бронзовий призер чемпіонату світу: 1970